# 佩陶克縣

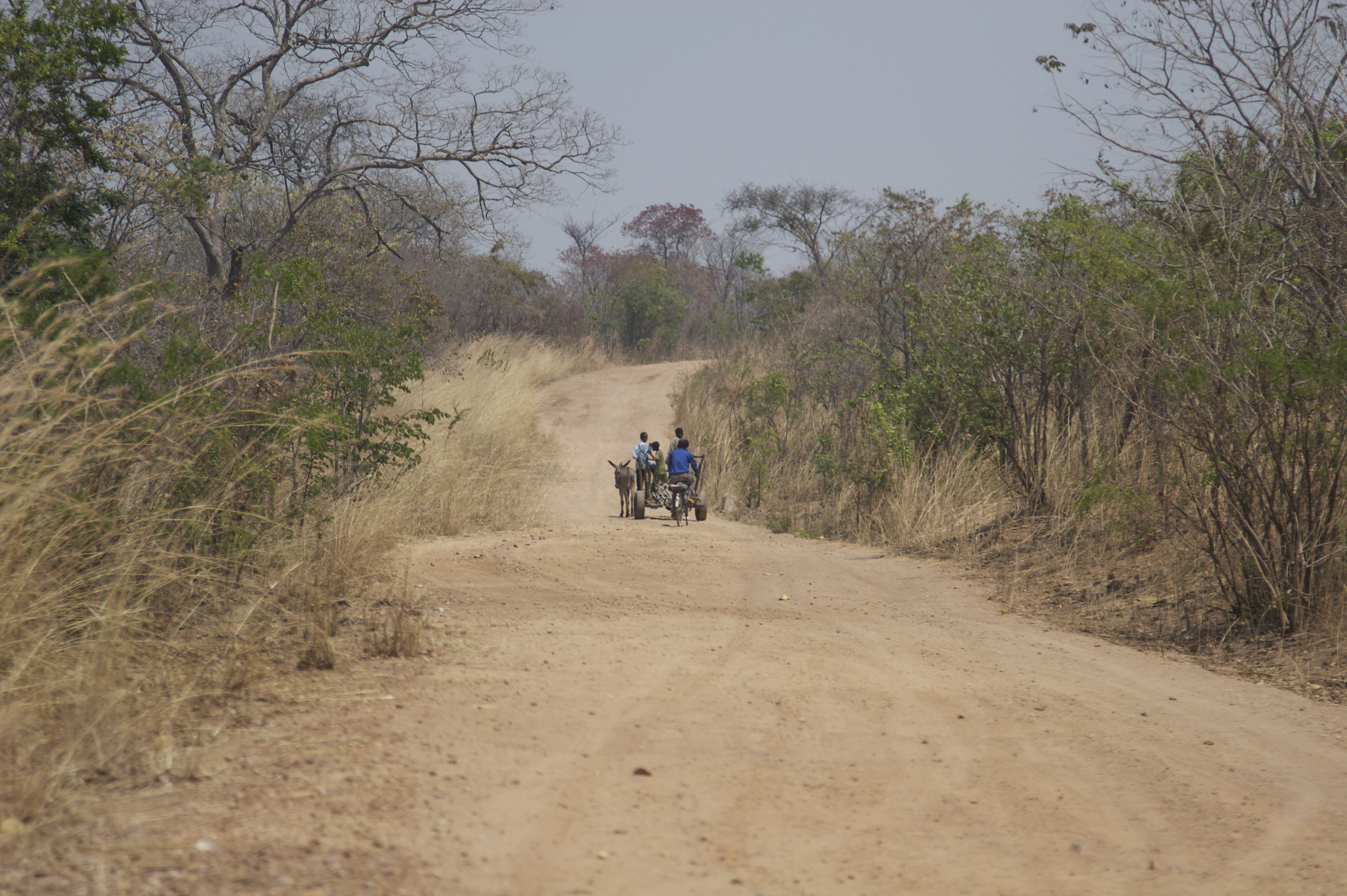

14°10′S 31°00′E / 14.167°S 31.000°E
佩陶克縣（英語：Petauke District），是贊比亞的縣份，位於該國東部，由東方省負責管轄，首府設於佩陶克，面積8,359平方公里，2010年人口307,889，人口密度每平方公里36.8人。